# Huascaromusca uniseta
Huascaromusca uniseta är en tvåvingeart som beskrevs av Aldrich 1925. Huascaromusca uniseta ingår i släktet Huascaromusca och familjen spyflugor.
Artens utbredningsområde är Costa Rica. Inga underarter finns listade i Catalogue of Life.